# Tim Naish
Tim Naish geológus, glaciológus, (Új-zélandi Földtani és Nukleáris Tudományok Intézetének tudományos munkatársa) A Wellingtoni Victoria Egyetem Antarktisz kutató Központ egyik vezetője. Geulógusként 1996-ban szerzett PhD fokozatot. Három szakterülete van a geológián belül. (Paleoclimatology, Sedimentology, Sequence Stratigraphy)
Az Antarktisz Larsen B selfjegének 2002-es leszakadásáról írt a világnak, mely erős figyelmeztetés a globális felmelegedés gyorsulására vonatkozóan. Felhívta a figyelmet a Weddell-tengeren lévő jégtömbök veszélyeztetettségére. 3 °C-os változásnál az Antarktisz nagyobb selfjegei törékennyé válhatnak. „Ezek drámai változások.” – összegezte mondanivalóját Tim Naish. Al Gore a Kellemetlen igazság című könyvében megemlíti Tim Naish munkásságát.
2001-től tagja a ANDRILL programnak. 2004-től jégfúrásokkal jégmintákat gyűjt és klímamodelleket készít. 2005-től a délnyugati Csendes-óceán áramlását és a Antarktisz jegének változásait kutatja. Nevét a globális felmelegedési válságot kutató csoportban jegyzik (International Association of Sedimentologists, International Union of Quaternary Research).
Publikációi jelentős tudományos újságokban jelennek meg, mint például a "Nature" magazinban, a "Geology" kiadványban, a "Quaternary science reviews"-ban, a "Antarctic Science"-ben.